# 学校法人山本学園 (愛知県)
学校法人山本学園（がっこうほうじんやまもとがくえん）は、愛知県知立市に本部のある学校法人。
長らく、当法人が知立市内各所に設置する教育施設（専修学校）のみであったが、2020年（令和2年）長野県南木曽町に通信制の緑誠蘭高等学校を開校した。

## 設置学校
- 山本学園情報文化専門学校
- 中部ファッション専門学校
- 中部製菓専門学校
- 緑誠蘭高等学校